# باتمان ضد سوبرمان: فجر العدالة
باتمان ضد سوبرمان: فجر العدالة (بالإنجليزية:  Batman v Superman: Dawn of Justice)‏، هو فيلم بطل خارق أمريكي يضم شخصيتي دي سي كومكس باتمان و‌سوبرمان، من توزيع وارنر برذرز. هو تكملة لفيلم عام 2013 الرجل الفولاذي والإصدار الثاني في عالم دي سي السينمائي. الفيلم من إخراج زاك سنايدر مع سيناريو من كتابة كريس تيريو وديفيد إس. غويور ومن بطولة بن أفليك وهنري كافيل وغال غادوت وإيمي آدمز ولورنس فيشبورن ودايان لاين وجيسي آيزينبيرغ وجيرمي أيرونز وهولي هنتر وجيفري دين مورغان. باتمان ضد سوبرمان: فجر العدالة هو أول فيلم حي يضم باتمان وسوبرمان معاً، وأيضاً أول فيلم حي يظهر فيه ويندر وومان وأكوامان والفلاش وسايبورغ.
الفيلم أعلن عنه في سان دييغو كومك كون إنترناشونال 2013، بعد إصدار رجل من حديد. التصوير الرئيسي بدأ في مايو 2014 في ديترويت بولاية ميشيغان، مع تصوير إضافي في شيكاغو بولاية إلينوي. أكتمل التصوير في ديسمبر 2014.
تم عرضه لأول مرة في (Auditorio Nacional) في مدينة مكسيكو في 19 مارس 2016، وتم إصداره في الولايات المتحدة في 25 مارس 2016، بتنسيقات ثنائية وثلاثية الأبعاد وكبيرة ممتازة وطبعات 70 مم بواسطة وارنر بروس. بعد ظهوره الأول القوي الذي سجل أرقامًا قياسية جديدة في شباك التذاكر، شهد الفيلم انخفاضًا تاريخيًا في عطلة نهاية الأسبوع الثانية. على الرغم من الأرباح المُحقّقة، فقد اعتُبر خيبة أمل في شباك التذاكر وتلقى مراجعات غير مواتية بشكل عام من النقاد، فيما أشاد البعض بأسلوبه البصري وأدائه التمثيلي. تم إصدار مقطع موسع رقميا أُطلق عليه اسم (Ultimate Edition)، والذي يتميز بـ 31 دقيقة من اللقطات الإضافية، في 28 يونيو 2016، وعلى بلو راي في 19 يوليو 2016. تم إصدار تتمة بعنوان فرقة العدالة في نوفمبر 2017.

## القصة
بعد أحداث الرجل الفولاذي، يسافر باتمان إلى متروبوليس لمواجهة سوبرمان، خوفا من ما قد يحدث لو بقيت أفعال الأخير دون رادع. ومن ثم يختطف ليكس لوثر حبيبة سوبرمان لويس لين وعندما ذهب سوبرمان لإنقاذ حبيبته يكتشف أن ليكس لوثر قد اختطف مارثا والدة سوبرمان وأنه لن يسترجعها إلا ان يأتي له برأس باتمان في خلال ساعة. وذهب سوبرمان لكي يقتل باتمان وفي خلال عراك طويل يطلق باتمان قذائف كريبتونية على سوبرمان وقبل أن يقتل باتمان سوبرمان برمح من الكريبتون يكتشف أن والدة سوبرمان في خطر وهي مارثا وهو نفس اسم والدة باتمان وفي نفس الوقت يقوم ليكس لوثر بصنع وحش جديد من خلايا جنرال زود عدو سوبرمان والذي قضي عليه سوبرمان في أحداث فيلم الرجل الفولاذي، فيذهب باتمان لينقذ والدة سوبرمان ويذهب سوبرمان للقضاء على الوحش ولكن من دون جدوى إلى أن ينضم إليه باتمان والمرأة المعجزة، ولكن يكتشفوا أن الوحش كلما حاولوا قتله زادت قوته وفي نفس الوقت تحاول لويس لين أن تأتي بالرمح الذي كان أن يقتل به سوبرمان من باتمان ولكن أثناء محاولتها كادت أن تغرق قبل أن يسمعها سوبرمان تطلب النجدة ويذهب لإنقاذها وبعد إنقاذها ذهب سوبرمان ليأتي بالرمح وتحاول لويس لين منعه لأن هناك خطرا على سوبرمان من هذا الرمح ولكن أتى به سوبرمان وذهب للوحش وأطلق باتمان نفس القذائف الكريبتونية الذي أطلقها على سوبرمان في وجه الوحش وثم يطعن سوبرمان الوحش بالرمح الكريبتوني ولكن عند موت الوحش غرز إصبعه في جسم سوبرمان فمات سوبرمان متأثرا بجرحه وتم دفنه في جنازة عسكرية وأشيع خبرا في الجرائد أن كلارك كنت مات أثناء تغطيته لأحداث الحرب بين باتمان وسوبرمان والمرأة المعجزة ضد الوحش الكريبتوني. قبل نهاية الفيلم يبدأ التراب الموجود على تابوت كلارك بالتحرك.

## طاقم التمثيل
- بن أفليك - (بروس وين / باتمان)
- هنري كافيل - (كلارك كينت /سوبرمان)
- غال غادوت - (ديانا برنس / ويندر وومان)
- جيسي آدم آيزينبيرغ - (لكس لوثر)
- جيرمي آيرونز - (ألفريد بيني وورث)
- إيمي أدامز - (لويس لين)
- لورنس فيشبورن - (بيري وايت)
- ديان لين - (مارثا كينت)
- هولي هنتر - (فيتش)
- جايسون موموا - (أرثر كوري / أكوامان)
- جيفري دين مورجان - (توماس واين)
- عزرا ميلر - (باري ألين / الفلاش)

## الاستقبال

### شباك التذاكر
بعد ستة أسابيع من عرض الفيلم في صالات السينما حصد أكثر من 335.1 مليون دولار في أمريكا، بالإضافة لـ 537.8 مليون في باقي الدول التي عُرض فيها، لتبلغ إيراداته الإجمالية 862,932,593 $.

حقق الفيلم عدة أرقام قياسية في شباك التذاكر، حيث حصل على أكبر افتتاحية لنهاية الأسبوع لأفلام ما قبل الصيف، وحطم أيضاً الرقم القياسي لأكبر يوم افتتاح قبل الصيف (82 مليون دولار)، وأيضا أكبر افتتاح في شهر مارس (تغلب على فيلم The Hunger Games الذي جمع 152 مليون دولار)، وأكبر افتتاح من أي وقت مضى لعطلة عيد الفصح (تغلب على فيلم Furious 7 الذي جمع 147 مليون دولار
). كما وحصل على سابع أكبر افتتاحية في البوكس أوفيس في كل العصور 

### رأي النقاد
معظم النقاد أعطوا الفيلم مراجعات سلبية. موقع الطماطم الفاسدة أورد أن 29% من 284 مراجعة للفيلم كانت إيجابية، مع متوسط تقييم 10/5.1. الإجماع النقدي للموقع نص يقول «باتمان ضد سوبرمان: فجر العدالة يخنق قصة قوية محتملة - وبعض من أبطال أمريكا الخارقين الأكثر شهرة - في زوبعة قاتمة من الأكشن.» ميتاكريتيك أعطى الفيلم 44 من 100 بناءً على 50 مراجعة نقدية. حسب موقع سينما سكور، أعطى جمهور السينما الفيلم متوسط درجة "B" على مقياس من A+ إلى F.

## جوائز
| قائمة الجوائز والترشيحات               | قائمة الجوائز والترشيحات     | قائمة الجوائز والترشيحات       | قائمة الجوائز والترشيحات | قائمة الجوائز والترشيحات | قائمة الجوائز والترشيحات |
| الجائزة                                | الفئة                        | الفائز (ون)                    | النتيجة                  | مراجع                    |                          |
| -------------------------------------- | ---------------------------- | ------------------------------ | ------------------------ | ------------------------ | ------------------------ |
| الدورة 22 لجائزة اختيار النقاد للأفلام | أفضل ممثلة في فيلم أكشن      | غال غادوت                      | رُشِّح                      | [ 33 ]                   |                          |
| الدورة 37 لجائزة التوتة الذهبية        | أسوأ صورة                    | تشارلز روفن وديبورا سنايدر     | رُشِّح                      | [ 34 ] [ 35 ]            |                          |
| الدورة 37 لجائزة التوتة الذهبية        | أسوء مخرج                    | زاك سنايدر                     | رُشِّح                      | [ 34 ] [ 35 ]            |                          |
| الدورة 37 لجائزة التوتة الذهبية        | أسوء سيناريو                 | كريس تيريو وديفيد إس. غويور    | فوز                      | [ 34 ] [ 35 ]            |                          |
| الدورة 37 لجائزة التوتة الذهبية        | أسوء سيناريو                 | بن أفليك                       | رُشِّح                      | [ 34 ] [ 35 ]            |                          |
| الدورة 37 لجائزة التوتة الذهبية        | أسوء سيناريو                 | هنري كافيل                     | رُشِّح                      | [ 34 ] [ 35 ]            |                          |
| الدورة 37 لجائزة التوتة الذهبية        | أسوء ممثل مساعد              | جيسي آيزينبيرغ                 | فوز                      | [ 34 ] [ 35 ]            |                          |
| الدورة 37 لجائزة التوتة الذهبية        | أسوأ شاشة كومبو              | بن أفليك وهنري كافيل           | فوز                      | [ 34 ] [ 35 ]            |                          |
| الدورة 37 لجائزة التوتة الذهبية        | أسوء بادئة أو تتمة           | باتمان ضد سوبرمان: فجر العدالة | فوز                      | [ 34 ] [ 35 ]            |                          |
| جائزة اختيار أطفال نكلوديون 2017       | أفضل فيلم                    | باتمان ضد سوبرمان: فجر العدالة | رُشِّح                      | [ 36 ]                   |                          |
| جائزة اختيار أطفال نكلوديون 2017       | أفضل ممثلة                   | إيمي آدامز                     | رُشِّح                      | [ 36 ]                   |                          |
| جائزة اختيار أطفال نكلوديون 2017       | أفضل ممثل                    | بن أفليك                       | رُشِّح                      | [ 36 ]                   |                          |
| جائزة اختيار أطفال نكلوديون 2017       | أفضل ممثل                    | هنري كافيل                     | رُشِّح                      | [ 36 ]                   |                          |
| جائزة اختيار أطفال نكلوديون 2017       | Favorite Butt-Kicker         | بن أفليك                       | رُشِّح                      | [ 36 ]                   |                          |
| جائزة اختيار أطفال نكلوديون 2017       | Favorite Butt-Kicker         | هنري كافيل                     | رُشِّح                      | [ 36 ]                   |                          |
| جائزة اختيار أطفال نكلوديون 2017       | Favorite Frenemies           | بن أفليك وهنري كافيل           | رُشِّح                      | [ 36 ]                   |                          |
| الدورة 43 لجوائز خيار الشعب            | أفضل فيلم                    | باتمان ضد سوبرمان: فجر العدالة | رُشِّح                      | [ 37 ]                   |                          |
| الدورة 43 لجائزة زحل                   | أفضل فيلم                    | باتمان ضد سوبرمان: فجر العدالة | رُشِّح                      | [ 38 ]                   |                          |
| جائزة اختيار المراهقين 2016            | أفضل فيلم خيال علمي/فنتازيا  | باتمان ضد سوبرمان: فجر العدالة | رُشِّح                      | [ 39 ]                   |                          |
| جائزة اختيار المراهقين 2016            | أفضل ممثل خيال علمي/فنتازيا  | هنري كافيل                     | رُشِّح                      | [ 39 ]                   |                          |
| جائزة اختيار المراهقين 2016            | أفضل ممثل خيال علمي/فنتازيا  | بن أفليك                       | رُشِّح                      | [ 39 ]                   |                          |
| جائزة اختيار المراهقين 2016            | أفضل ممثلة خيال علمي/فنتازيا | إيمي آدامز                     | رُشِّح                      | [ 39 ]                   |                          |
| جائزة اختيار المراهقين 2016            | Scene Stealer                | غال غادوت                      | رُشِّح                      | [ 39 ]                   |                          |
| جائزة اختيار المراهقين 2016            | الشرير                       | جيسي آيزينبيرغ                 | رُشِّح                      | [ 39 ]                   |                          |
| جائزة اختيار المراهقين 2016            | Liplock                      | هنري كافيل وإيمي آدامز         | رُشِّح                      | [ 39 ]                   |                          |
| جائزة زحل للأفلام                      | أفضل فيلم دولي               | زاك سنايدر                     | رُشِّح                      |                          |                          |
| جوائز العرض الدعائي الذهبي             | المُلصق الدعائي الأصلي        | وارنر برذرز                    | فوز                      |                          |                          |

## وصلات خارجية
- الموقع الرسمي
- باتمان ضد سوبرمان: فجر العدالة على موقع IMDb (الإنجليزية)
- باتمان ضد سوبرمان: فجر العدالة على موقع ميتاكريتيك (الإنجليزية)
- باتمان ضد سوبرمان: فجر العدالة على موقع روتن توميتوز (الإنجليزية)
- باتمان ضد سوبرمان: فجر العدالة على موقع نتفليكس (الإنجليزية)
- باتمان ضد سوبرمان: فجر العدالة على موقع قاعدة بيانات الأفلام العربية
- باتمان ضد سوبرمان: فجر العدالة على موقع ألو سيني (الفرنسية)
- باتمان ضد سوبرمان: فجر العدالة على موقع Turner Classic Movies (الإنجليزية)
- باتمان ضد سوبرمان: فجر العدالة على موقع أول موفي (الإنجليزية)
- باتمان ضد سوبرمان: فجر العدالة على موقع بوكس أوفيس موجو (الإنجليزية)
- باتمان ضد سوبرمان: فجر العدالة على موقع فيلمافينيتي (الإسبانية)